# Sinoxylon rejectum
Sinoxylon rejectum is een keversoort uit de familie boorkevers (Bostrichidae). De wetenschappelijke naam van de soort is voor het eerst geldig gepubliceerd in 1845 door Hope.